# Quadrella calciphila
Quadrella calciphila är en kaprisväxtart som först beskrevs av Paul Carpenter Standley och Steyerm., och fick sitt nu gällande namn av Hugh Hellmut Iltis och Cornejo. Quadrella calciphila ingår i släktet Quadrella och familjen kaprisväxter. Inga underarter finns listade i Catalogue of Life.